# Kanayamahiko y Kanayamahime
Kanayamahiko (金山彦神, en el Nihonshoki; 金山毘古神, en el Kojiki Kanayamahiko-no-kami?) es una deidad que aparece en la mitología japonesa. Junto con Kanayamahime (金山姫神, en el Nihonshoki; 金山毘売神, en el Kojiki Kanayamahime-no-kami?), son consideradas deidades de las minas.
Durante la creación de los dioses, la diosa Izanami sufrió quemaduras en sus genitales luego del nacimiento de Kagutsuchi, dios del fuego. Luego Izanami padeció una grave enfermedad en el que ella produce vómitos, del cual tanto como Kanayamahiko y Kanayamahime nacen de este. 
El origen de sus nombres proviene de la palabra japonesa kanayama (金山?   ”mina de oro”), enfocándose en que ellos son los gobernantes de las minas. Además de gobernar las minas, ellos son las deidades de la minería, de la metalurgia y están íntimamente relacionados con los metales y brindan la protección a los artesanos metaleros. Se cree que los metales estén asociados mitológicamente con el vómito de Izanami.
Se le rinden tributo en el Minamimiya-taisha (Tarui, prefectura de Gifu), en la montaña Kinkasan del Santuario Koganeyama (Ishinomaki, prefectura de Miyagi) y en todos los santuarios de Japón con la denominación de Santuario Kaneyama.